# Aron Bunot Gogo
Aron Bunot Gogo is een bestuurslaag in het regentschap Pidie van de provincie Atjeh, Indonesië. Aron Bunot Gogo telt 358 inwoners (volkstelling 2010).